# JR-Baureihe E353

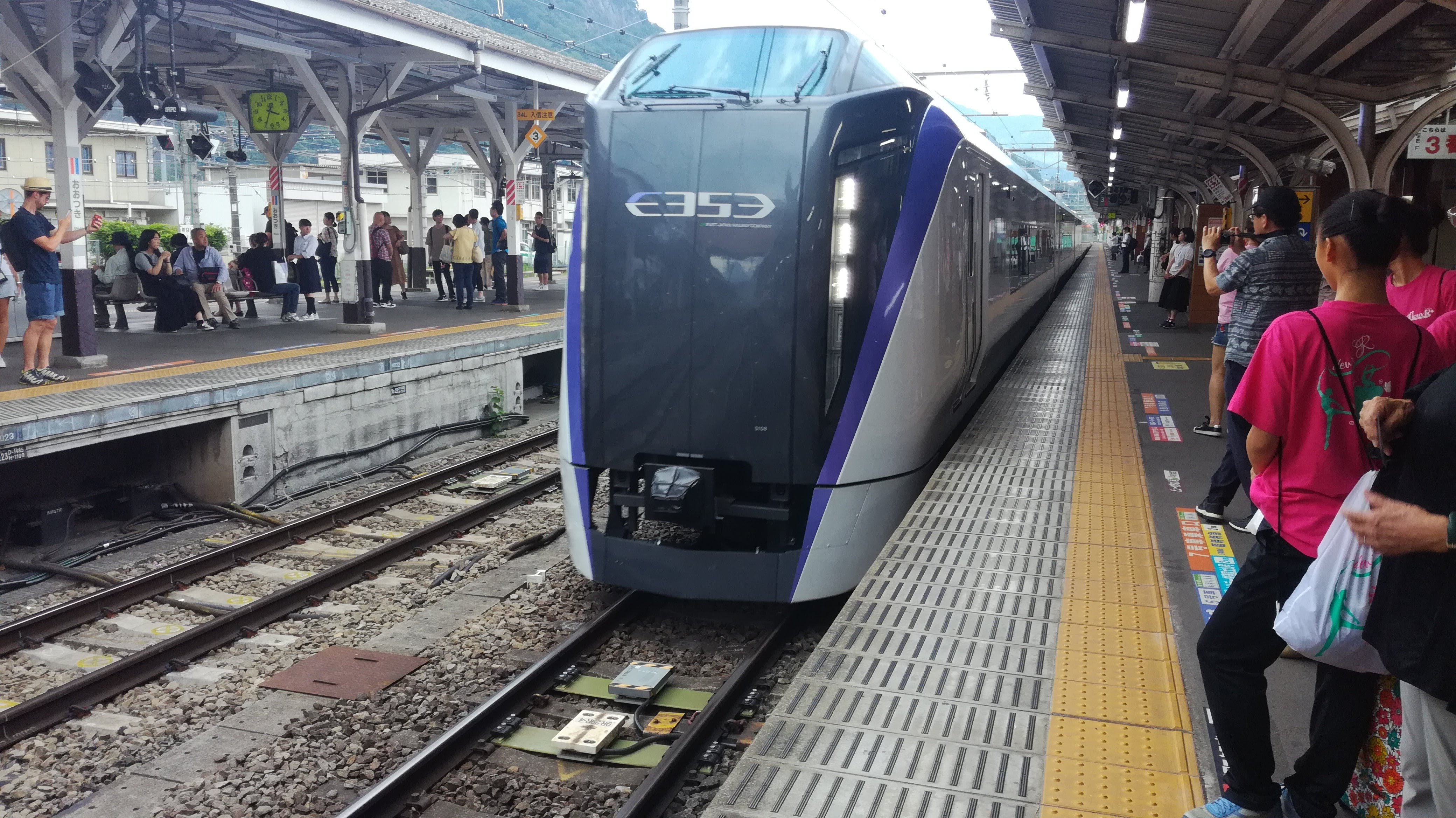
E353 im Bahnhof Shinjuku

Als Baureihe E353 der japanischen Eisenbahngesellschaft JR East werden Elektrotriebzüge für den Schnellzugverkehr auf der Chuo-Linie klassifiziert. Ab 2017 ersetzten die von J-TREC gelieferten Kapspurzüge die Baureihe E351 auf dem Azusa zwischen den Bahnhöfen Shinjuku und Matsumoto. Weitere Verbindungen werden als Kaiji und Fuji Excursion beworben.

## Technik
Die Triebzüge sind wie ihre Vorgänger mit Neigetechnik ausgerüstet. Diese wird durch Computer anhand eines zuvor erstellten Streckenprofils gesteuert und erlaubt eine Höchstgeschwindigkeit von 130 km/h auf der kurvenreichen Strecke. Die Motoren werden mit 1500 V Gleichstrom gespeist und leisten 2800 kW beim Neunwagenzug und 1200 kW beim Dreiwagenzug. Gegenüber früheren Modellen wie den E259 für den Narita Express ist die Fußbodenhöhe um einen Zentimeter auf 1,13 Meter reduziert, um den Spalt zwischen Zug und Bahnsteig zu verringern. Indem der Führerstand nach oben versetzt wurde, konnte ein Fahrgastübergang zwischen zwei Zügen realisiert werden.
Die Baureihe besteht aus 20 Neunwagenzügen, die um 11 Dreiwagenzüge verstärkt werden können. Ein Neunteiler bietet 524 Passagieren, ein Dreiteiler 150 Passagieren einen Sitzplatz.